# Chang Pengben
Chang Pengben (* 31. Juli 1988) ist ein chinesischer Sprinter, der sich auf den 400-Meter-Lauf spezialisiert hat.

## Sportliche Laufbahn
Erste Erfahrungen bei internationalen Meisterschaften sammelte Chang Pengben im Jahr 2010, als er bei den Asienspielen in Guangzhou in 46,65 s den fünften Platz im 400-Meter-Lauf belegte und mit der chinesischen 4-mal-400-Meter-Staffel gemeinsam mit Lin Yang, Deng Shijie und Liu Xiaosheng die Bronzemedaille hinter den Teams aus Saudi-Arabien und Japan gewann. Im Jahr darauf nahm er an der Sommer-Universiade in Shenzhen teil und schied dort mit 46,73 s im Halbfinale über 400 m aus und gewann in 39,39 s gemeinsam mit Yang Yang, Huan Minhua und Zheng Dongsheng die Silbermedaille in der 4-mal-100-Meter-Staffel hinter der südafrikanischen Mannschaft. 2012 gewann er dann bei den Hallenasienmeisterschaften in Hangzhou in 48,47 s die Silbermedaille über 400 m hinter dem Iraner Reza Bouazar und im Jahr darauf wurde er bei den Ostasienspielen in Tianjin in 48,62 s Fünfter im 400-Meter-Lauf und siegte in 3:07,27 min in der 4-mal-400-Meter-Staffel. 
In den Jahren 2010 und 2012 wurde Chang chinesischer Meister im 400-Meter-Lauf.

## Persönliche Bestzeiten
- 400 Meter: 45,98 s, 6. August 2010 in Jinan
  - 400 Meter (Halle): 48,37 s, 15. März 2015 in Peking